# Sorineuchora formosana
Sorineuchora formosana är en kackerlacksart som först beskrevs av Matsumura 1913.  Sorineuchora formosana ingår i släktet Sorineuchora och familjen småkackerlackor.
Artens utbredningsområde är Taiwan. Inga underarter finns listade i Catalogue of Life.